# Giulio (moneta)
(Belli: 13. Nunziata e ’r Caporale; o Contèntete de l’onesto)
Il Giulio era una moneta pontificia da 2 grossi.

## Storia
Il nome veniva da papa Giulio II che l'aveva aumentata di peso e di intrinseco nel 1504. Con ordinanza del 20 luglio 1504 il Papa stabilì: "Reformetur stampae monetariae pro ducatis, carlenis, bononiensis etc. Cogitetur de cunio monetae si posset reduci Urbs ad monetam papalem exclusa forensi etc.". I carleni (o carlini) furono quindi riformati e cambiarono il loro nome in giuli, in modo da distinguerli da quelli precedenti. Contenevano 4 grammi abbondanti di argento. Il loro valore divenne quindi superiore di un terzo al carlino pontificio.
Pochi anni dopo, nel 1508, già il contenuto d'argento era calato sotto i 4 grammi. Nel 1535 ci fu un'ulteriore riduzione a 3,65 grammi. La prima coniazione di Giulio II recava al dritto le armi papali ed al rovescio i santi Pietro e Paolo.
Nel 1540 Paolo III coniò le monete con 3,85 grammi di fino che presero il nome di paoli.
Il nome di giulio fu usato anche dalle altre zecche papali e da alcune italiane.
Il giulio papale di Bologna fu contraffatto a Masserano da un Fieschi prima del 1597. Questa moneta pesava solo 3,4 grammi.
L'ultima moneta coniata con questo nome fu il giulio d'argento battuto da Pio VII nel 1817; pesava 2,642 g ed aveva un titolo di 917/1000. Valeva ancora 2 grossi ossia 10 baiocchi.
I nomi di paolo e giulio erano in uso a Roma, anche quando queste monete non erano più in circolazione, per indicare la moneta da 20 baiocchi.